# Brighton International 1992
Il Brighton International 1992 è stato un torneo femminile di tennis giocato sul sintetico indoor. È stata la 15ª edizione del Brighton International, che fa parte della categoria Tier II nell'ambito del WTA Tour 1992. Si è giocato a Brighton in Gran Bretagna, dal 19 al 25 ottobre 1992.

## Campionesse

### Singolare
Steffi Graf ha battuto in finale  Jana Novotná con il punteggio di 4–6, 6–4, 7–6(3)

### Doppio
Jana Novotná /  Larisa Neiland hanno battuto in finale  Conchita Martínez /  Radka Zrubáková con il punteggio di 6–4, 6–1